# کرب ارچرد (کنتاکی)
کرب ارچرد (به انگلیسی: Crab Orchard) شهری در ایالت کنتاکی کشور ایالات متحده آمریکا است که جمعیت آن در سرشماری سال ۲۰۱۰ میلادی، ۸۴۱ نفر بوده‌است.